# 要庄乡
要庄乡，是中华人民共和国河北省保定市满城区下辖的一个乡镇级行政单位。

## 行政区划
要庄乡下辖以下地区：
东黄村、前大留村、后大留村、胡疃村、王各庄村、两渔村、要庄村、贾庄村、南上坎村、西黄村、小马访村、小庄村、大庄村、南宋村、大许城村和小许城村。